# Nagyremete
Nagyremete (szerbül Велика Ремета / Velika Remeta) falu Szerbiában, a Vajdaságban, a Szerémségi körzetben, Ürög községben. A Tarcal-hegységben  található. Ortodox kolostor működik a faluban.

## Népesség

### Demográfiai változások
| 1948 | 1953 | 1961 | 1971 | 1981 | 1991 | 2002 |
| ---- | ---- | ---- | ---- | ---- | ---- | ---- |
| 30   | 34   | 38   | 34   | 28   | 28   | 42   |

## Képek

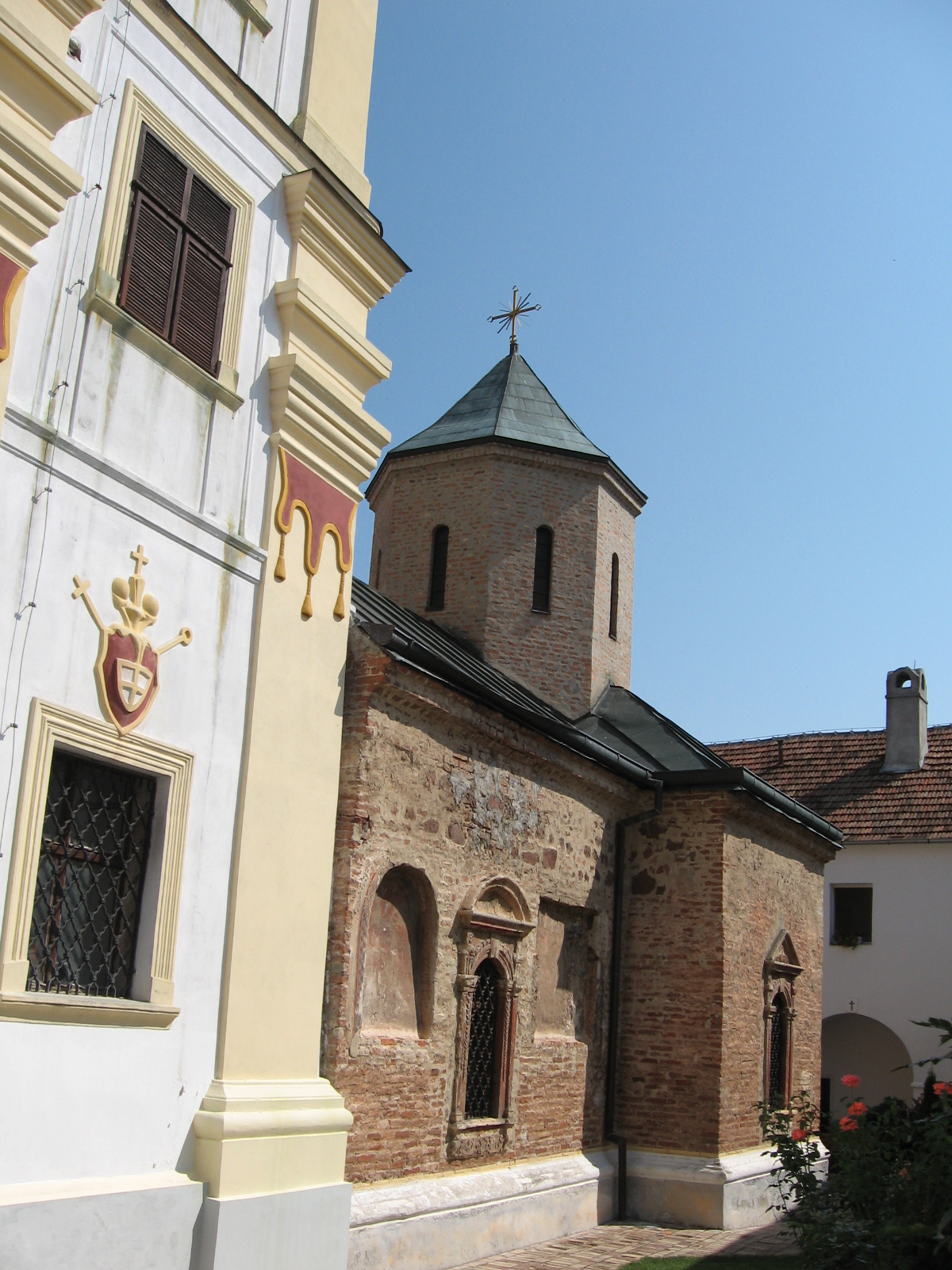
Kolostor